# Dasyhelea fuscocincta
Dasyhelea fuscocincta är en tvåvingeart som beskrevs av Remm 1967. Dasyhelea fuscocincta ingår i släktet Dasyhelea och familjen svidknott. Inga underarter finns listade i Catalogue of Life.